# Jolly Roger (Pirati s Kariba)
Jolly Roger je izmišljeni lik, nemrtvi pirat koji se pojavljuje u videoigri Pirati s Kariba Online. On je u igri glavni negativac, te jedan od najvećih neprijatelja kapetana Jacka Sparrowa.

## Životopis
Jolly Roger je nekada bio zloglasni piratski kapetan loše volje i velike želje za moći. Kako bi postao jedan od Piratskih vladara unutar Bratskog dvora, planirao je kapetanu Jacku Sparrowu oteti njegov "piece of eight", dokaz položaja Piratskog vladara Karipskog mora. U trostranoj partiji pokera između Rogera, Sparrowa, i voodoo vješca Ammo Dorsija, Roger je pokušao varanjem osvojiti "piece of eight", ali Sparrow je ipak pobijedio. Vjerujući da je Dorsi odgovoran za njegov poraz, Roger je ustrijelio Dorsija, i ovaj je zadnjim snagama na Rogera bacio kletvu koja ga je preobrazila u živog mrtvaca u obliku kostura. No Roger je time upio i sve Dorsijeve voodoo moći, i otkrio da može uzdizati mrtve kao svoje sluge, te počeo planirati osvetu Jacku Sparrowu.
Roger je sada počeo koristiti svoje moći da uzdigne potonule piratske i gusarske brodove (potopljene tijekom francusko-španjolskog rata na Karibima) s morskog dna kako bi stvorio golemu flotu kojom bi zavladao morima. Isto tako, stvorio je cijelu vojsku živih mrtvaca kojima je jedini cilj bio da njemu služe. Sa svojom vojskom, Roger je postao strah i trepet Kariba, i za kolonijalne vlasti, i za normalne pirate, kojima je poručivao da prenesu Sparrowu vijest da dolazi po njega. Roger je nanio tolike štete da je Weatherby Swann, britanski guverner Port Royala, raspisao nagradu od 1000 zlatnih dublona na njegovu glavu. No to nije puno pomoglo. 
Ali, nakon što je Istočnoindijska trgovačka kompanija, na čelu s lordom Cutlerom Beckettom, počela svoje širenje na Karibima, Roger je shvatio da ima novog moćnog protivnika. Njegova vojska je napala neke posjede Kompanije na Karibima, a on je pokušao na čitave Karibe baciti čaroliju koja bi u noći Svih svetih sve žive pirate na Karibima preobrazila u njegove sluge. Plan mu je skoro uspio, no Jack Sparrow ga je spriječio u tome.
Nakon toga, kako su i Beckett i Roger imali slične ciljeve, tj. uništiti Sparrowa, stvoren je krhki savez Rogera i Kompanije. Kompanija je omogućila Rogeru da napadne Port Royal, Tortugu i Padres Del Fuego, kako bi uništio pirate na tim otocima. No Roger je napao Padres Del Fuego iz svojih razloga. Želio je pronaći oružje koje je španjolski konkvistador Humberto Diaz "El Patron" godinama ranije sakrio na otoku. No Beckett je otkrio da je oružje zapravo sakriveno na legendarnom otoku Raven Cove (Gavranova uvala), te je na njemu došlo do velike bitke između vojske Kompanije i Rogerove nemrtve legije. Obje strane su se dokopale dijela oružja, ali je i jednima i drugima izmaklo ono najvažnije, mač El Patrona.

## Poveznice
- Jolly Roger na Pirati s Kariba Wiki